# Gulyásleves
El Gulyásleves (en húngaro: sopa de goulash) es una sopa muy típica de la cocina húngara elaborada con trozos de carne porcina, abundante pimentón en polvo y otros ingredientes como zanahoria, patatas y otras verduras. Es una forma de preparación más diluida del plato húngaro tradicional goulash.

## Característica
El nombre de la sopa proviene de los vaqueros ("gulyás" = es en idioma húngaro vaquero; "leves"= sopa) que cuidan el ganado que pasta en la Gran Llanura Húngara, conocida como el "Alföld" en húngaro. Estos vaqueros húngaros a menudo acampan en lugares poblados, de esta forma elaboran la sopa con sus propios ingredientes que a veces seguro llevan consigo, a veces con un caldero portátil de hierro, llamado bogrács, que se pone sobre el fuego. De esta forma los ingredientes más habituales de estos vaqueros serán: carne porcina, cebolla, semillas de alcarvea. Las patatas cortadas en cubos suelen ser típicas y se añaden para espesar la sopa. Existen no obstante diferentes variantes de la sopa. Los tomates frescos, la cebolla y los pimientos (a menudo chiles picantes) son ingredientes añadidos. A veces se añade carnes mezcladas (por ejemplo: vaca y cordero).

## Historia
Muchos húngaros consideran este plato como el plato emblemático de la cocina húngara, la sopa de gulash es muy popular y su popularidad creció a medida que la industrialización comenzó en este país. El propósito principal de este plato es proporcionar una dieta energética a los consumidores al mismo tiempo que un sabor característico. Normalmente se añade abundante cantidad de carne de cerdo así como de vaca.